# Союз збройної боротьби
Союз збройної боротьби (пол. Związek Walki Zbrojnej, ZWZ) — назва польських збройних формувань у період другої світової війни. Спочатку — «Служба Перемоги Польщі». Головною метою СЗБ була організація збройного опору як німецьким окупантам у Польщі, так і радянському режиму в Західній Білорусі і в Західній Україні.
СЗБ створено 13 листопада 1939 року на основі «Служби Перемоги Польщі» і 14 лютого 1942 року реорганізовано в «Армію Крайову».
СЗБ був підпорядкований польському уряду у вигнанні. Однак, оскільки ефективно керувати організацією з-за кордону виявилося неможливим, у січні 1940 року вся територія Польщі була поділена на дві частини:
- «німецьку» — під командуванням полковника Стефана Ровецького, з центром у Варшаві;
- «радянську» — під командуванням генерала Міхала Токаржевського-Карашевича, з центром у Львові.

Ще з вересня 1939 року на території Біловезької, Рудницької, Липчанської та Налібоцької пущ у Західній Білорусі, яка була окупована радянськими військами, стали виникати перші польські повстанські загони, які почали вступати в боротьбу з військами НКВС. НКВС почав боротьбу із польським підпіллям. Серйозної шкоди польському підпіллю в СРСР було завдано масовими депортаціями осадників і лісників у 1940 році.
Після того, як Токажевського-Карашевича заарештував НКВС, східна частина СЗБ залишилася без командування. У 1940 році головним комендантом організації був призначений Стефан Ровецький («Грот»). Після капітуляції Франції у 1940 році ситуація з керівництвом ще більше ускладнилася.
30 червня 1940 року за наказом прем'єра уряду у вигнанні Владислава Сікорського була створена Головна комендатура СЗБ, командувачем був призначений Стефан Ровецький.